# Ashagi Nuvadi
Ashagi Nuvadi (en  azerí:Aşağı Nüvədi) es una localidad de Azerbaiyán, en el raión de Lankaran.
Se encuentra a una altitud de -15 m sobre el nivel del mar. 

## Demografía
Según estimación 2010 contaba con 3.318 habitantes.